# 孫崇
孙崇，字士谦，福建福州府人，明朝政治人物、進士出身。
洪武十八年，考中進士，出任監察御史，後來改任通判，最終因為違背聖旨被處死。